# Greg Woolf

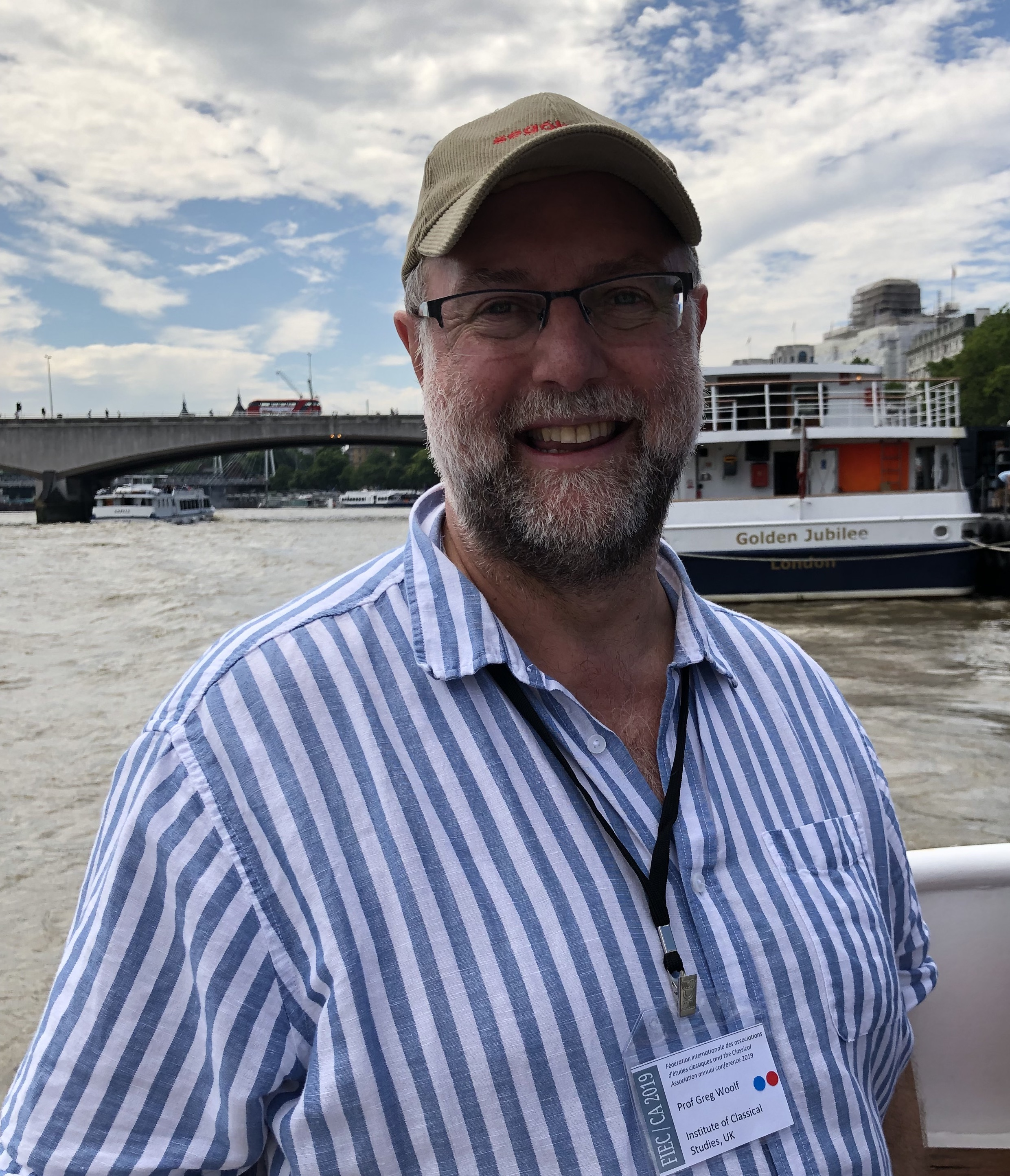
Greg Woolf

Gregory Woolf, meist Greg Woolf (* 3. Dezember 1961) ist ein britischer Althistoriker.

## Leben
Von 1981 bis 1985 studierte er alte und moderne Geschichte an der Christ Church (Oxford). Er schloss sein Studium 1985 mit einem Bachelor of Arts (BA) an der University of Oxford ab. Der Tradition entsprechend wurde dieser später zum Master of Arts (MA Oxon) befördert. Von 1985 bis 1990 forschte er als Postgraduierter im Bereich Classics am Trinity College (Cambridge). 1990 schloss er sein Studium an der University of Cambridge mit einem Doktortitel in Philosophie ab. Seine Doktorväter waren Peter Garnsey, Keith Hopkins, Ian Hodder und Sander van der Leeuw. Seine Doktorarbeit trug den Titel Kulturwandel in Mittelfrankreich unter römischer Herrschaft.
Woolf begann seine akademische Laufbahn noch während seiner Promotion. Er war Lehrbeauftragter an der University of Leicester und wissenschaftlicher Mitarbeiter am Christ’s College (Cambridge). 1990 wechselte er an die University of Oxford, um alte Geschichte und Archäologie zu unterrichten. Von 1990 bis 1993 war er Stipendiat am Magdalen College in Oxford. Von 1993 bis 1998 war er Fellow des Brasenose College in Oxford und Dozent an der Fakultät für Classics.
1998 wechselte er an die University of St Andrews, um Professor für Alte Geschichte zu werden. Er war Leiter der School of Classics zwischen 2004 und 2009. Während des akademischen Jahres 2009 bis 2010 war er Stipendiat am Max-Weber-Zentrum für fortgeschrittene Kultur- und Sozialwissenschaften der Universität Erfurt. Am 1. Januar 2015 wechselte er als Professor für Classics und Direktor des Institute of Classical Studies an die University of London. Dies blieb er bis 2021, als er zum Ronald J. Mellor Distinguished Professor in Ancient History an der University of California, Los Angeles berufen wurde.
Woolf hielt die Rhind Lectures für 2004/2005. Die Serie trug den Titel Männer, die sich dem Licht zuwandten: Kult und Kreativität in der Welt der Römer. Die Rhind Lectures sind eine Reihe von Vorlesungen über Archäologie und werden von der Society of Antiquaries of Scotland veranstaltet. Im Juli 2012 erschien er auf BBC Radio 4 In Our Time als Gast zum Hadrianswall. Im Dezember 2012 trat er erneut zum Mithras-Kult auf.
Am 25. Februar 2016 wurde er zu einem Fellow der Society of Antiquaries of London gewählt. Des Weiteren wurde er im selben Jahr Mitglied der Academia Europaea. Im Juli 2017 wurde er zum Fellow der British Academy gewählt.

## Schriften (Auswahl)
- Becoming Roman. The origins of provincial civilization in Gaul. Cambridge 1998, ISBN 978-0-521-41445-6.
- Et tu, Brute? The murder of Caesar and political assassination. London 2006, ISBN 978-1-86197-741-0.
- Tales of the barbarians. Ethnography and empire in the Roman West. Chichester 2011, ISBN 978-1-4051-6073-5.
- Rome. An empire’s story. Oxford 2012, ISBN 978-0-19-960308-4.
  - Rom: Die Biographie eines Weltreichs. Stuttgart 2015, ISBN 978-3-608-94848-6.
- The Life and Death of Ancient Cities: A Natural History. Oxford 2022, ISBN 978-0-19-966474-0
  - Metropolis: Aufstieg und Niedergang antiker Städte. Stuttgart 2022, ISBN 978-3-608-98370-8